# 11人制ハンドボール
11人制ハンドボールとは、ハンドボール競技の一種で、1960年代まで盛んに行われたチームスポーツ。サッカーと同じ大きさのフィールドやゴールを使い、屋外で公式競技が行われた。
1960年代以降、ハンドボールの公式競技は屋内での7人制に移行したため、現在「ハンドボール」と呼称する競技は、一般的に7人制ハンドボールを指す。
7人制と区別するため、「11人制ハンドボール」や「屋外ハンドボール」、「フィールドハンドボール」などと呼ばれている。
本記事では「11人制ハンドボール」と表記する。

## 歴史

### 起源
11人制ハンドボールは、20世紀初頭のドイツで男子サッカーに代わる女子用の球技として創案された。
1915年ごろ、公式に残る記録では1919年、ドイツのカール・シェレンツ(Karl Schelenz)による競技規則の制定が11人制ハンドボールの起源とされている。
シェレンツは、19世紀末のドイツで盛んに行われていた女性向けの競技「トーアバル(Torball)」をもとに、サッカーの持つスポーツ性を取り入れ、男性にも女性にもできる球技として、11人制ハンドボールを普及、指導した。

### 発展
11人制と7人制は相互に影響しながら発展を遂げた。
1928年には、国際アマチュアハンドボール連盟が創設され、1934年に11人制と7人制の競技規則が制定された。
オリンピックでは1936年に男子11人制が実施種目に採用された。1938年には男子11人制と男子7人制による、第1回ハンドボール世界選手権が開催された。

### 7人制への移行
11人制に比べ、少人数で競技場が小さい7人制は競技実施が容易であり、徐々にハンドボール競技の主流は7人制となっていった。
1946年には、7人制が盛んであったデンマークやスウェーデンにより、国際ハンドボール連盟が設立。国際アマチュアハンドボール連盟は発展的解消を遂げ、ハンドボール競技は徐々に7人制へと一本化されていった。

### 日本での歴史
1922年、東京師範学校の大谷武一により11人制が紹介された。大谷による11人制の紹介は、日本におけるハンドボール競技の起源とされている。
国際的に7人制への移行が進んだことを受け、1963年には全ての国内公式戦が7人制へと移行し、11人制ハンドボールは廃止された。
現在、国内の11人制ハンドボールは、シニア世代向けの交流大会がわずかに行われるのみとなっている。

## ルール
35mラインにより攻守がほぼ分業され、体力の消耗が少ないことや、フィールドが広く接触が少ないこと、ボールの扱いが比較的易しいことなどから、同時期のサッカーに比べ、女性や子供にも行いやすい競技とされていた。

11人制ハンドボールのフィールド(薄い線はサッカーのフィールド)

- フィールドとゴールの大きさは、サッカーとほぼ同じ。フィールドの大きさは、縦90~110m×横55~65m。ゴールの大きさは、高さ2.44m×横7.32m。
- 13mラインは、ゴールの中心から13mの半円。13mライン内には、ゴールキーパー以外が入ることはできない。7人制ハンドボールのゴールエリアラインに相当する。
- 14mラインは、ゴール正面14mに引かれる短い線。サッカーのペナルティーキックにあたる、ペナルティースローを行う地点。7人制ハンドボールの7mラインに相当する。
- 35mラインは、ゴールから35m地点の両サイドラインを結ぶ直線。35mライン内には、攻撃側も防御側もフィールドプレーヤーは6人までしか入れない[4]。6人以上の選手が入った場合、オフサイドとして反則となる。
- ダブルドリブルの反則は無く、ドリブルは何度繰り返してもよい。両手でドリブルを行っても問題は無い。
- スローインはサッカーと同様に両手で行う[5]。